# Закон спадної родючості
Закон спадаючої (природної) родючості — у зв'язку з постійним вилученням врожаю і порушенням природних процесів ґрунтоутворення, а також при тривалій  монокультурі в результаті накопичення токсичних речовин, що виділяються рослинами, на культивованих землях поступово відбувається зниження природної  родючості ґрунтів. Ряд сільськогосподарських культур (наприклад, кукурудза) не виділяють токсичних для себе речовин, але і не захищають ґрунт від  ерозії родючого шару.
Урожайність будь-якої сільськогосподарської культури залежить від комплексу біотичних і абіотичних факторів середовища, що впливають на її ріст і розвиток. Тому рослинник намагається забезпечити оптимальні для того чи іншого виду рослини вміст ґрунтової вологи, мінеральних елементів живлення, рівнів освітлення, знизити шкоди, що завдається шкідниками, хворобами, бур'янами, аномальними погодними умовами тощо З цією метою використовуються досягнення сучасної науки, біотехнологій, хімічної і машинобудівної індустрії. Проте використання більшості з цих засобів вимагає додаткових витрат, і чим більш сучасний і дієвий засіб використовується, тим, як правило, вища його вартість. При цьому часто випадають з виду сили природи, що встановилися у взаємозв'язку і взаємозалежності між організмами, які можна використовувати на користь сільськогосподарському виробництву. Землеробство може бути максимально ефективним тільки у разі активного використання потенціалу органічного світу для формування умов середовища, що сприяють зростанню цільових культур.
Експертами всесвітнього фонду дикої природи встановлено: для того щоб прогодувати одного американця вимагається 12,2 га землі, в той час як для Європи ця цифра становить 6,2 га, а для Бурунді — 0,5 га, тобто норми споживання в багатих, розвинутих країнах значно перевищують подібні норми в країнах що розвиваються.
У 1913 році в світі налічувалося близько 7 млрд га сільськогосподарських угідь, при населенні Землі 1 млрд чоловік. Сьогодні ця цифра становить приблизно 1,5 млрд га при чисельності понад 7 млрд чоловік. Таким чином, на кожного жителя вже припадає по 0,27 га, тобто майже в 2 рази менше, ніж потрібно за нормами країн, що розвиваються. За останні 60 років більше третини орних земель втрачені внаслідок урбанізації, будівництва доріг, ерозії, засолення і заболочування ґрунту — це території, рівні Китаю, Індії і Франції разом узятим. Тільки в Росії близько 50% орних земель піддаються ерозії, посухам і опустелюванню.
У даний час в землеробстві використовується понад 11,5% суші. 1/3 розораних ґрунтів припадає на Європу, 1/5 — на Азію, 1/5 — на Америку, 1/10 — на Африку і 1/20 — на Австралію і Океанію.
На нинішній час родючість в тій або іншій мірі втратили майже половина орних земель світу.

## Мальтузіанствоі «техно-оптимісти»
По відношенню до мальтузіанської дилеми філософи розділилися на два інтелектуальні табори — мальтузіанці і «техно-оптимісти». Мальтузіанці стверджували, що рано чи пізно чисельність народонаселення перевершить граничну продуктивність джерел їжі, встановлену природою, в усьому світі настане голод, і кожна нова людська істота буде ще більше сприяти виснаженню біосфери. Їм заперечували техно-оптимісти, які говорили, що завдяки технологіям постійно удосконалюються наші можливості виробляти все необхідне для виживання, включаючи їжу. Оскільки технології є продуктом людського розуму, кожна нова людина потенційно здатна відсунути мальтузіанський кордон в більш далеке майбутнє і повинна розглядатися як ціннісний чинник.
Протягом двох останніх століть техно-оптимісти незмінно здобували перемогу. Найбільш вражаючою перемогою деякі вважають «зелену революцію». Починаючи з 1950-х років завдяки впровадженню вдосконалених сортів зернових культур виробництво харчових продуктів у всьому світі різко зросло. Цьому можна знайти численні підтвердження: наприклад, з 1950-го по 1990 рік врожайність в Індії зростала на 2,8% щорічно, тоді як щорічний приріст чисельності населення склав 2,1%. Зернові культури, завдяки яким стала можливою «зелена революція», були отримані не за допомогою сучасних генно-інженерних методів, а за допомогою звичайного  схрещування рослин, що застосовувався десятиліттями. Генетична інженерія обіцяє, що в майбутньому на нас чекають нові «зелені революції», і що врожайність зернових культур (особливо рису) значно зросте.
Більшість мальтузіанців визнають успіхи «зеленої революції», але сумніваються в тому, що вона зможе стійко забезпечувати майбутні потреби. Вони підкреслюють, що однією з причин успіху «зеленої революції» стало широке використання добрив, і що втручання людини в кругообіг азоту не може тривати нескінченно. Вони також звертають увагу на те, що зелена революція спричинила значне поширення монокультур — коли на полі з року в рік вирощують один і той же вид рослин. Ці монокультури схильні раптового знищуватися шкідниками або захворюваннями. Наприклад, на початку картопляного голоду в Ірландії (1845–1847) практично весь урожай картоплі був знищений протягом тижня.

## Ресурси Інтернету
- Земельные ресурсы мира [Архівовано 27 листопада 2012 у Wayback Machine.](рос.)
- Повышение эффективности земледелия(рос.)
- Эффективность земледелия зависит от плодородия почв [Архівовано 4 березня 2016 у Wayback Machine.](рос.)